# Byl jednou jeden král…
Byl jednou jeden král… je česká filmová pohádka z roku 1954 režiséra Bořivoje Zemana. Film je zvukový a barevný. Jde o situační komedii vystavěnou na základě děje z klasické pohádky Sůl nad zlato. Děj jejího příběhu je zde vyprávěn dosti netradičně, neboť je obohacen o doplňkové humorné situace. Hlavní roli krále hrál Jan Werich, sekundoval mu Vlasta Burian v roli rádce (etc. druhého "Já" - Atakdále) a jednalo se o jejich první vzájemné setkání před filmovou kamerou. Pro Vlastu Buriana to byl třicátý sedmý film, první a poslední film barevný. Svoji první velkou filmovou roli si zde zahrála mladičká studentka gymnázia Milena Dvorská v roli princezny Marušky, kterou jako tehdejší ryzí neherečku její výkon teprve přivedl na budoucí hereckou dráhu. Texty písní složil Jaroslav Seifert. Film byl natočen v ateliérech, u Třeboně a Jindřichova Hradce.

## Příběh
V království „Moje království“ vládne pyšný, hloupý a namyšlený král Já I., který má rádce Atakdále. Král je vdovec a má tři dcery: Drahomíru, Zpěvanku a nejmladší a nejchytřejší Marušku. Jelikož chce jít na odpočinek, chce jedné z dcer svěřit vládu, a to té, která ho má ráda nejvíce. Když se dcer zeptá, jak ho mají rády, Drahomíra řekne, že ho má ráda jako zlato, a Zpěvanka jako zlato v hrdle. Maruška nejdříve odvětí, že ho má ráda, jak jen dcera může mít otce ráda, na královo naléhání nakonec prohlásí, že ho má ráda jako sůl, protože jí je zapotřebí. To krále rozhněvá a Marušku vyžene. Vyhnaná princezna se dostane ke kouzelné babičce, která se jí ujme. Do paláce přijíždějí i tři princové, aby se ucházeli o princezny. Král, aby všem a zejména Marušce dokázal, že sůl je jen nicotný nerost, nechá všechnu sůl z celého království odnést na hrad a pak ji zničit. Jako jediná králi vzdoruje vdova Kubátová, která si sůl ponechá.
Po neúspěšných pokusech vařit bez soli z království prchají jak dvořané, tak i princové, o které ani druhé dvě princezny nejeví zájem. Cestou se princové zmocní královského pokladu, za který se král neúspěšně pokoušel od vdovy Kubátové koupit alespoň trochu soli. Princové nejprve společně odvážejí poklad z království, ale jejich hamižnost je postaví navzájem proti sobě a poklad nakonec skončí v bažinách. Do bažiny zapadne i král, který s vidinou blížící se smrti zpytuje své svědomí a uvědomí si, že Marušku neoprávněně vyhnal a vládl špatně. Dostane se z bažiny, a tak má šanci vše napravit. Když mu Maruška dá slánku se solí, kterou dostala od kouzelné babičky, má král hlavní starost, aby bylo soli dost pro všechny lidi v království. Čarovná slánka je však bezedná, a proto je dost soli pro všechny. Maruška si vezme za manžela rybáře, kterého potkala při svém vyhnání, Drahomíra zahradníka a Zpěvanka dudáka. Král se ožení s vdovu Kubátovou a na odpočinek zatím neodchází. Mezi povinnosti rádce Atakdále se dostává i péče o malé děti královské rodiny.

## Obsazení
| Jan Werich        | král Já I.                         |
| Vlasta Burian     | rádce Atakdále                     |
| Milena Dvorská    | princezna Maruška                  |
| Irena Kačírková   | princezna Drahomíra                |
| Stella Májová     | princezna Zpěvanka                 |
| František Černý   | kuchař                             |
| Lubomír Lipský    | princ chrabrý, syn Děloslava VIII. |
| Miloš Kopecký     | princ chytrý                       |
| Miroslav Horníček | princ krásný, syn Alabastra XVI.   |
| Terezie Brzková   | stařenka kořenářka                 |
| Zdeněk Dítě       | zahradník                          |
| Josef Pehr        | dudák                              |
| Vladimír Ráž      | rybář                              |
| Marie Glázrová    | vdova Kubátová, podruhyně          |
| Fanda Mrázek      | celník Martínek                    |
| František Hanus   | pláteník                           |
| Gustav Hrdlička   | sklenkář                           |
| Eman Fiala        | krejčí                             |
| Vladimír Klemens  | dirigent                           |

## Místa natáčení
Interiéry zámku se natáčely ve filmových ateliérech, přesto se zde několik zajímavých míst objevuje. Sůl na králův příkaz sypou jeho poddaní z Kamenného mostu nedaleko Staré Hlíny na Třeboňsku. Hraniční závoru filmaři postavili u obce Lešany na Benešovsku.